# Кашалотові
Кашалотові (Physeteridae) — родина китів. Родина містить 1 сучасний рід — кашалот (Physeter) і 1 сучасний космополітичний вид — кашалот звичайний (Physeter macrocephalus).

## Опис

Порівняння розмірів трьох сучасних видів кашалотів з людиною: синій — кашалот, зелений — Kogia sima, червоний — Kogia breviceps

Кашалотів упізнають по голові і зубах. На голові велика жирова подушка, заповнена спермацетом. Вона виступає різко вперед за кінчик вузької нижньої щелепи і вся ротова щілина виявляється знизу голови. Зуби (від 8 до 30 пар) функціонують тільки на нижній щелепі, а на верхній їх не більше 1—2 пар. Порожнина рота покрита шорстким епітелієм, що заважає вислизанню здобичі. Щілина закритого дихала опуклістю обернена убік. Череп різко асиметричний, у його лицьовій частині утворюється ложе для жирової подушки.

## Роди

### Кашалот
Рід включає єдиний однойменний вид (Physeter catodon). Це зубастий кит великих розмірів: самці досягають 20 м, а самиці — 15 м. Величезна, притуплена спереду і здавлена з боків голова складає 1/4—1/3 усієї довжини тіла; у самців вона більша, ніж у самиць. Дихало зміщене в лівий передній кут голови і витягнуте по осі тіла. Правий носовий канал, не відкривається назовні, пов'язаний спереду і ззаду великими повітряними мішками. Будова рота (відсутність верхніх зубів, довгі нижні щелепи і поглиблення знизу голови, в яке входять зуби, дозволяє кашалотам активно всмоктувати здобич. Спинний плавник має вигляд товстого і низького горба, за ним ще декілька горбів менших за розміром. На нижній щелепі 18—30 пар зубів без емалі. Найбільші зуби майже по 1,6 кг. Грудні плавники широкі і тупо закруглені. Забарвлення тіла варіює від сірувато-бурого до чорно-коричневого, знизу ледве світліше. Область пупка і губи зазвичай білі.
Самці поширені на більшій площі, ніж самиці, мігрують далі за самиць і влітку на півночі досягають Девісової протоки, Баренцового і Берингового морів, а на півдні — Антарктики. Самиці живуть в гаремах, розмножуються в тропіках і рідко виходять за межі субтропічної зони. На північ від екватора більшість гаремів літо проводить між 25 і 40° пн. ш., а зиму — між 0 і 25° пн. ш. У північній півкулі кашалотів буває більше біля берегів Африки, Азорських островів і Східної Азії, ніж біля берегів Північної Америки, а в південній півкулі найбільші скупчення зосереджені у водах Чилі, Перу і Наталя (Південна Африка). Сезонні міграції виражені добре, що може бути пов'язано з переміщенням головоногих молюсків — головної їжі кашалотів. Отримані назад мітки не підтверджують далеких переходів кашалотів з однієї півкулі в іншу. Холостяцькі мігруючі групи самців у розмноженні участі не беруть. Вони утворюються після того, як самиці виженуть зайвих самців з косяків, залишаючи на шкірі вигнанців сліди своїх зубів. Самці, що залишилися, запекло б'ються між собою за місце глави гарему і завдають один одному ударів масивною головою, іноді ламають зуби і ушкоджують щелепи.
Провідне місце в живленні займають головоногі молюски, серед них майже 20 видів кальмарів, у тому числі велетенські архітеутиси довжиною понад 10 м, і декілька видів восьминогів. З риб з'їдаются (переважно в північних водах) морські окуні, алепізаври, корифени, скати, дрібні акули, тріскові, глибоководні риби — макруриди і вудильники. Великі кальмари, захищаючись від кашалота, залишають на його голові сліди своїх присосків у вигляді втиснутих кружечків діаметром до 20 см. Одного разу в Антарктиці з шлунку сорокатонного кашалота витягнули живого кальмара масою 200 кг.
Під водою вони прекрасно орієнтуються за допомогою слуху і ехолокації, видаючи три типи звуків: короткі і часті клацання, скрипи, що нагадують стогін, і частий тріск. Обсихаючи на березі, кашалоти видають сильний рев.
З численних ендопаразитів небезпечний для кашалота велетенський (завдовжки до 8,5 м) круглий черв плацентонема, що живе в плаценті самиць. З ектопаразитів на зубах тварини поселяється вусоногий рачок — конходерма ауритум, а на шкірі — веслоногий рачок-пенелла з гронами конходерми віргатум.
Кашалот — найважливіший об'єкт китобійного промислу. Великі самці дають 7—10 т жиру і до 6 т спермацету.

### Когія
Рід Когія (Kogia) включає два види. Вони мають тіло дельфиноподібної форми завдовжки 2—3 м (самці трохи більші від самиць), масою до 300 кг. Закруглена спереду голова в 6 разів коротша за довжину тіла. Щілина дихала підковоподібна, трохи повернена і зрушена від тім'я. Верхніх зубів немає або не більше 1—2 пар, а нижніх (зазвичай викривлених) від 8 до 15 пар. Вузька нижня щелепа, закриваючи рот, входить в поглиблення знизу голови, як у кашалота. Спинний плавець серпоподібно вирізаний, сидить на середині спини, трохи ближче до хвоста, ніж до голови. Грудні плавники короткі і загострені. Тіло згори темне, знизу сіре. Череп різко асиметричний, з дуже коротким рострумом (його утворюють лицьові частини черепа). Верхній отвір правої кісткової ніздрі в 7-20 разів менший від отвору лівої.
Ці китоподібні живуть в теплому поясі океану і дуже рідкісні. Відомо усього лише близько сотні тварин, що обсохли, і були викинуті на берег. Одинаки заходять на північ до берегів Нідерландів, Франції, півострова Нова Шотландія, Японії, штат Вашингтон, а на південь — до острова Тасманія, Нової Зеландії (20 знахідок), затоки Імперіал (Чилі) і мис Доброї Надії. Основна їжа — головоногі молюски і глибоководні риби, додаткова — краби і креветки. Роберт Броунел в шлунках трьох когій, здобутих в Японії, знайшов 153 отоліти, 18 видів глибоководних (у тому числі що світяться) риб з тріскоподібних, макрурусових, вугреподібних, лососевих та ін.
Вагітність самиці триває близько 9 місяців. Пологи бувають частіші навесні. Новонароджені мають довжину 1-1,2 м і масу близько 16 кг. Відома знахідка ембріона 20 см завдовжки в годуючій самиці, при якій було дитинча 171 см завдовжки.
Карликові кашалоти живуть самостійно, парами або групами до 5 особин. При спробах утримувати когій в океанаріумах Флориди і Нової Зеландії тварини загинули через 2—3 доби. У неволі дуже флегматичні. Господарського значення не мають.

## Класифікація
Короткий виклад класифікації сучасних і викопних таксонів:
- родина Physeteridae
  - Physeter
    - Physeter macrocephalus
    - Physeter antiquus †

  - Ferecetotherium †
  - Helvicetus †
  - Idiophyseter †
  - Idiorophus †
  - Orycterocetus †
  - Physeterula †
  - Placoziphius †
  - Preaulophyseter †
  - Scaldicetus †